# Couloutre
 Couloutre  es una población y comuna francesa, situada en la región de Borgoña, departamento de Nièvre, en el distrito de Cosne-Cours-sur-Loire y cantón de Donzy.

## Demografía
| 404 | 361 | 309 | 278 | 227 | 205 |
| Para los censos de 1962 a 1999 la población legal corresponde a la población sin duplicidades (Fuente: INSEE [Consultar]) |     |     |     |     |     |